# Argyresthia laevigatella
Argyresthia laevigatella là một loài bướm đêm thuộc họ Yponomeutidae. Nó được tìm thấy ở châu Âu.
Sải cánh dài 9–13 mm. The moths are on wing từ tháng 5 đến tháng 7 tùy theo địa điểm.
Ấu trùng ăn Larix decidua.